# Hans Albrecht Bethe
Hans Albrecht Bethe, nemško-ameriški fizik, * 2. julij 1906, Strassburg, Nemčija, sedaj Strasbourg, Francija, † 6. marec 2005, Ithaca, New York, ZDA.

## Življenje in delo
Bethe je študiral fiziko na Univerzi v Frankfurtu in doktoriral na Univerzi v Münchnu.
Leta 1928 je zapisal lomni zakon za mrežico. Dve leti prej se je Hansu Buschu (1884-1973) v Jeni porodila misel, da je mogoče za preslikavanje predmetov namesto curka svetlobe uporabiti curek elektronov.
Leta 1933 je Bethe zapustil Nemčijo, ko so na oblast prišli nacisti, in se najprej preselil v Anglijo in nato leta 1935 v ZDA, kjer je poučeval na Univerzi Cornell. Med 2. svetovno vojno je na Oppenheimerjevo povabilo preživel nekaj časa na Univerzi Kalifornije v Berkeleyu, kjer so nastali prvi osnutki za atomsko bombo. Ko je Oppenheimer odprl skrivni laboratorij za izdelavo orožja v Narodnem laboratoriju (Los Alamos National Laboratory) v Los Alamosu v Novi Mehiki, je imenoval Betheja za vodjo teoretičnega oddelka. Po vojni je Bethe nastopil proti izdelavi vodikove bombe. Ko je ameriški predsednik Harry S. Truman najavil začetek izdelave takšne bombe in, ko je izbruhnila korejska vojna, je Bethe pristopil k projektu in odigral eno od ključnih vlog v razvoju tega orožja. Čeprav je dočakal njegovo izdelavo, je ves čas upal, da ga ne bo mogoče izdelati.
Med letoma 1935 in 1938 je raziskoval jedrske reakcije in jedrske preseke. Te raziskave so pomagale Betheju pri razvoju Bohrove teorije sestavljenega atomskega jedra. Leta 1935 je razdelal Bethe-Weizsäckerjev cikel nastajanja energije v zvezdah.
Leta 1967 je prejel Nobelovo nagrado za fiziko za raziskave sproščanja energije v Soncu in v zvezdah (jedrsko zlivanje v zvezdah). Predpostavil je, da so izvor te energije jedrske reakcije kjer se vodik spreminja v helij.
Bethe je pomemben tudi zaradi svojih teorij o lastnostih atomov.
V 80. in 90. letih 20. stoletja se je zavzemal za miroljubno uporabo jedrske energije. Leta 1995 je pri svojih 88. letih napisal odprto pismo, naslovljeno vsem znanstvenikom, in jih pozval, da »odnehajo in se odrečejo« svojemu delu razvoja in izdelave jedrskega orožja s kateregakoli vidika.

## Priznanja

### Nagrade
Leta 1947 je prejel medaljo Henryja Draperja, leta 1961 Eddingtonovo medaljo, leta 2001 pa medaljo Bruceove.

### Poimenovanja
Po njem se imenuje asteroid glavnega pasu 30828 Bethe.